# Киришский плацдарм
Киришский плацдарм — плацдарм немецких войск на восточном берегу реки Волхов в районе современного города Кириши, образовавшийся в декабре 1941 года в результате Тихвинской наступательной операции Красной армии.
Немецкие части 16-й, а затем 18-й армии удерживали плацдарм на протяжении почти двух лет в расчёте на повторное наступление в сторону реки Свирь для соединения с финскими войсками. Попытки советских войск ликвидировать плацдарм долгое время не имели успеха, но в конечном итоге всё-таки вынудили противника в октябре 1943 года оставить свои позиции и отступить.

## Возникновение плацдарма, октябрь — декабрь 1941 года
В конце августа 1941 года 16-я немецкая армия, действовавшая на правом фланге Группы армии «Север», перерезала Октябрьскую железную дорогу, вышла на южные подступы к Ленинграду и к 8 сентября, захватив Мгу и Шлиссельбург, полностью блокировала Ленинград с суши. Одновременно немецкие войска пытались развить наступление на северо-восток к реке Свирь для соединения с финскими войсками и уже 29 августа, продвигаясь вдоль западного берега Волхова, вышли в район Киришей.
Предпринятая в сентябре попытка советских войск прорвать блокаду Ленинграда (1-я Синявинская операция) заставила противника сосредоточиться на обороне и только 16 октября части 16-й немецкой армии, форсировав реку Волхов, перешли в наступление на Тихвин и Волхов. Более месяца шли ожесточённые бои, в результате которых советские войска сумели остановить наступление противника, а затем, получив подкрепления и перегруппировав силы, перешли в контрнаступление и заставили противника начать спешное отступление к реке Волхов и к железной дороге Мга — Кириши.
24 декабря Ставка ВГК категорически приказала войскам Волховского фронта, не прерывая ни на один день наступления, решительными ударами очистить восточный берег Волхова от противника и, не давая ему опомниться, ворваться на западный берег. С востока на Кириши наступала 4-я армия Волховского фронта, а западнее реки Волхов к железной дороге Мга — Кириши продвигалась 54-я армия Ленинградского фронта. Частям этих двух армий была поставлена задача как можно скорее овладеть Киришами. Однако противник сумел создать в этом районе мощную оборону и овладеть Киришами сходу не удалось.
К концу декабря основные силы 16-й немецкой армии отступили за реку Волхов, но в их руках остались два плацдарма на восточном берегу. Первый находился на территории современного города Кириши у железнодорожного моста, простираясь на 4 километра по фронту и на 2 километра в глубину. Второй плацдарм располагался в районе Грузино, где немецкие части организовали оборону прямо на территории бывшей усадьбы графа А. А. Аракчеева.

## Первые попытки ликвидировать плацдарм, январь — май 1942 года
В начале 1942 года, согласно замыслу Ставки ВГК, советские войска Волховского, Ленинградского и Северо-Западного фронтов предприняли общее наступление с целью разгрома немецкой Группы армий «Север» и полного освобождения Ленинграда от блокады. Важная роль в наступлении отводилась и 4-й армии, которой была поставлена задача ликвидировать противника в районе Киришей а затем развивать наступление в направлении Любани.
13 января 1942 года после полуторачасовой артподготовки части 4-й армии перешли в наступление. Большая часть армии, действовала на западном берегу Волхова от станции Ирса до Лезно, где ещё в конце декабря был захвачен плацдарм. На восточном берегу, в районе Киришей, действовала 44-я стрелковая дивизия.
Бои сразу же приняли затяжной и ожесточённый характер. Части армии вели наступление в крайне тяжёлых условиях. В сильные морозы бойцы и командиры не получали продовольствие по несколько дней, а эвакуация раненых и оказание первой помощи не были организованы должным образом. Кроме того, командующий армией генерал-майор П. А. Иванов широко практиковал тактику штыковых атак сильно укреплённых позиции противника. Как следствие наступающие дивизии, многие из которых были крайне измотаны ещё в предыдущих боях, несли неоправданно высокие потери. Все это не позволило 4-й армии выполнить поставленную задачу. В начале февраля генерал П. А. Иванов был снят с должности, новым командующим 4-й армией стал П. И. Ляпин.
22 января решением командования фронтом боевой состав 4-й армии был значительно изменён, а полоса боевых действий — расширена. В связи с этим изменилась и задача, поставленная перед армией — «перейти от ведения общего наступления к проведению
частных наступательных операций». До конца февраля части армии продолжали вести бои без существенных результатов примерно на прежних позициях.
В конце февраля, признавая провал общего наступления на Северо-Западном стратегическом направлении, Ставка ВГК приказала войскам Волховского фронта сосредоточиться на решении менее масштабных задач. Так, 26—28 февраля рядом директив Ставка ВГК предписала войскам Волховского фронта и 54- армии Ленинградского фронта окружить и уничтожить группировку противника в треугольнике Любань — Чудово — Кириши. В предстоящем наступлении предстояло участвовать и 4-й армии, правому флангу которой была поставлена задача наступать навстречу 2-й ударной армии в общем направлении на Ларионов Остров и далее на Смердыню.
Ожесточённые бои на любанском направлении продолжались длительное время, но советским войскам так и не удалось реализовать план Ставки ВГК. Не добились сколько-нибудь значительных успехов и части 4-й армии — немецкие плацдармы на восточном берегу Волхова в районах Киришей и Грузино снова ликвидировать не удалось. По состоянию на 29 апреля бои за Грузинский плацдарм продолжались — части 288-й стрелковой дивизии 4-й армии форсировали канал в Грузинском парке и вели бой за здания Аракчеевских казарм, церковь и дворец, приспособленные противником к обороне. Командование фронтом планировало начать операцию по ликвидации Киришского плацдарма после уничтожения противника в районе Грузино. Для этого благодаря действиям 54-й армии сложились благоприятные условия.
В марте части 54-й армии сумели, наконец, прорвать немецкую оборону вдоль железной дороги Мга — Кириши на рубеже Погостье — Шала и к началу апреля достигли реки Тигода. В результате этого образовалось два выступа: советский «погостьевский выступ», который занимали части 54-й армии, и немецкий выступ, получивший название «Пробка от шампанского» (нем. Sekt Pfropfen). Таким образом, создалась реальная возможность окружить и уничтожить всю немецкую группировку как на самом киришском плацдарме, так и в выступе «Пробка от шампанского».

## Подготовка нового наступления, май 1942 года
20 апреля 1942 года, когда провал наступления 2-й ударной и 54-й армий на любанском направлении стал очевидным, Ставка ВГК приняла решение упразднить Волховский фронт, армии которого были включены в состав Волховской группы войск Ленинградского фронта.
Вскоре командующий фронтом М. С. Хозин представил Ставке ВГК свои соображения о дальнейшем наступлении войск фронта, утверждая при этом, что «освобождение Ленинграда от блокады будет выполняться путём проведения ряда последовательных фронтовых операций». По мнению М. С. Хозина одним из двух «решающих» участков должен был стать район Киришей, где планировалось совместными усилиями 4-й и 54-й армий окружить и уничтожить противника, «действующего в районе Кириши, Посадников остров, Липовик, устье р. Тигода». Для этого 4-й армии предстояло ликвидировать плацдармы противника на восточном берегу Волхова, а 54-й армии — нанести удар на Липовик и далее к реке Тигода. После этого армии должны были провести перегруппировку и продолжить наступление на Чудово и Любань.
Однако Ставка ВГК не была уверена в реализации этого плана. 21 мая Ленинградскому фронту было приказано «не позднее 1 июня очистить от противника восточный берег реки Волхов», но в дальнейшем крупномасштабного наступления не предпринимать и прочно занимать оборону на занимаемых позициях.
Выполняя указание Ставки ВГК, командование фронтом начало подготовку к «Киришской операции». Поскольку основные силы Волховской группы были направлены для спасения 2-й ударной армии, для предстоящей операции удалось выделить только 44-ю и 310-ю стрелковые дивизии, которые имели достаточно низкую боеспособность.
Так, 310-я дивизия понесли значительные потери в боях за плацдарм в районе стации Тигода на западном берегу Волхова, когда в мае немецкие войска предприняли попытку его ликвидировать. В результате ожесточённых боёв плацдарм удалось удержать, но пополнить дивизию должным образом для участия в «киришской операции» не было возможности. С другой стороны, 44-я стрелковая дивизия длительное время не вела активных боевых действий, что отрицательно сказалось на её боеспособности. Так, начальник политуправления Волховского фронта К. Ф. Калашников, проводивший инспекцию дивизии, обнаружил, что бойцы относятся к каскам как ненужной обузе, поскольку противник уже несколько месяцев ведёт себя спокойно. Для восстановления боеспособности и устранения послаблений в боевой подготовке политуправлению фронта пришлось «принять довольно жёсткие меры».
27 мая для участия в операции прибыла 195-я танковая бригада, которая была полностью укомплектована личным составом и техникой (30 танков Т-34 и 20 танков Т-60), но боевого опыта не имела.
К концу мая подготовка операции была завершена. Стрелковые и бронетанковые части должны были поддерживать огнём 160 орудий и миномётов (70-й гвардейский, 168-й артиллерийские полки, а также 24-й гвардейский артиллерийский полк реактивных миномётов БМ-13) и бронепоезд «Москвич» 32-го Отдельного дивизиона бронепоездов. Кроме того, наступлению должна была содействовать артиллерия 54-й армии путём подавления артиллерии и миномётно-пулемётного огня противника в районе Новые Кириши.

## Бои за Кириши, лето 1942 года
...Исключительная беспечность и недобросовестное отношение генерала Ляпина к своим обязанностям привели к тому, что немецкие разведгруппы глубоко проникли в боевые порядки армии и нанесли большой ущерб войскам... Отбитые ценой больших потерь населённые пункты Кириши и Плавница в течение нескольких часов были отданы немцам.
5 июня 1942 года советские войска перешли в наступление. На плацдарме в этот момент занимали оборону 23-й полк 11-й пехотной дивизии, 3-й дивизион 2-го полка химических миномётов и 3-я батарея 604-го зенитного дивизиона. Снабжение немецкой группировки на плацдарме, хоть и было чрезвычайно затруднено, осуществляюсь по железнодорожному мосту. Мост был подорван ещё в 1941 году, но, проложив балки, опоры и настилы между взорванным пролётом, немцы продолжали его использовать. Господствовавшая над местностью и закрывающая обзор на переправы возвышенность с рощей «Высокой» оставалась в руках немецких частей, что не позволяло действовать советской артиллерии более эффективно и полностью лишить гарнизон плацдарма снабжения.
В первые дни наступления частям 4-й армии удалось ворваться в Кириши, Новинку и Плавницу, но развить успех не удалось. Более того, противник, получив подкрепления (4 батальона из составов 11-й, 61-й пехотных дивизий и 85-го полка 5-й горнострелковой дивизии) контратаками восстановил своё первоначальное положение. За провал операции командующий 4-й армией П. И. Лямин был отстранён от занимаемой должности. Его заменил генерал Н. И. Гусев.
В середине июня к операции подключились части 54-й армии на западном берегу Волхова. Однако наступление в направлении Малиновка — Дубовик — река Тигода, с целью окружения немецкой группировки в «пробке от шампанского» существенных успехов не достигло. Одновременно продолжались ожесточённые бои за Кириши, где части 44-й стрелковой дивизии безуспешно штурмовали Химкомбинат, северо-западную окраину Плавницы и позиции противника в роще северо-западнее Киришей.
11 июля командующий Волховским фронтом, К. А. Мерецков докладывал И. В. Сталину:

В результате трехдневных напряженных боев в районе Кириши войска 4-й армии на правом фланге овладели выс. 27,4, продвинулись к ж.д. мосту. Южнее железной дороги войска ведут бой в 500 м юго-восточнее пос. Кириши и на южном участке полностью очистили от противника дер. Кириши и ведут бой за стандартные дома 500 м севернее Новинки. Основные очаги сопротивления противника — это пос. Кириши и ж. д. вокруг поселка, поселок химкомбината и кирпичный завод. По показаниям пленных, до нашего наступления на киришском плацдарме противник сосредоточил 23, 2 пп 11 пд и 85-й горно-стрелковый полк 5-й горно-стрелковой дивизии и 2-й химическо-минометный дивизион.
16 июля К. А. Мерецков принял решение взять руководство операцией 4-й армии на себя, поскольку на киришском участке «наступление развивается неудовлетворительно». Группировка 4-й армии в районе Киришей была усилена 259-й стрелковой дивизией, 24-й стрелковой бригадой и 7-й гвардейской танковой бригадой, а также артиллерийскими частями. Вскоре бои за плацдарм разгорелись с новой силой. В конце июля немецкую 11-ю пехотную дивизию, понёсшую большие потери, сменили на плацдарме части 21-й пехотной дивизии.
По немецким данным в период с 21 июля по 2 августа бои за плацдарм приняли наиболее ожесточённый характер. Так, 21—23 июля последовали сильные атаки советских войск при участии 60—80 танков, что позволило им добиться «местного успеха», но большего добиться советским войскам снова не удалось.

Плацдарм был как заноза в теле нашей обороны — мощно оборудованный, обнесенный колючей проволокой, с заминированными подступами, где каждый метр был пристрелян и при необходимости получал мощную артиллерийскую обработку с другого берега.
Наша позиция была невыгодной: неглубокие траншеи, отрытые среди болот, постоянно заливались водой. Единственный сухой путь к передовой — железнодорожная насыпь. Но её держали под постоянным контролем вражеские снайперы и наблюдатели, замаскировавшиеся в хаосе балок и ферм взорванного моста через Волхов. Ровная и чистая луговина с реденькими кустами была нейтральной полосой. Много раз поднималась в наступление пехота и отходила, неся большие потери.— Из воспоминаний А.Е. Сафонова, ветерана 168-го артиллерийского полка
.
Согласно сообщениям командования Волховского фронта в Ставку ВГК и Генеральный штаб, 9 августа ожесточённые бои за плацдарм продолжились — советским частям удалось овладеть несколькими узлами обороны противника и северо-западной окраиной посёлка Добровольный. Утром 13 августа наступление продолжилось — части 44-й стрелковой дивизии захватили северо-западную окраину села Плавницы и рощу «Высокую», но большего добиться не смогли. Согласно показаниям пленных части 21-й немецкой пехотной дивизии понесли в боях большие потери — за один день боёв из роты в 180 человек в строю осталось только 10. После 20 августа бои в районе Киришей постепенно стали затухать, хотя части 4-й армии до середины сентября периодически возобновляли атаки немецких позиций, которые, впрочем, не привели к сколько-нибудь значительным изменениям в положении сторон. Не был ликвидирован и немецкий плацдарм в районе Грузино.

## Штурм рощи «Высокой», февраль 1943 года
Неудачные попытки ликвидировать Киришский плацдарм заставили советское командование искать новые способы изменить ситуацию в свою пользу. Так в ноябре 1942 года было принято решение сделать минный подкоп под рощу «Высокую» — важный опорный пункт противника на плацдарме. Не очень удачные попытки сделать подкопы предпринимались и раньше. На это раз работы проводились с особой тщательностью и в условиях повышенной секретности. По этой причине сапёры 44-й стрелковой дивизии закончили работу только в феврале 1943 года.
В 07:00 утра 23 февраля после двух отвлекающих взрывов, был подорван основной заряд, который был такой силы, что уничтожил весь гарнизон опорного пункта противника. Штурмовой батальон 44-й стрелковой дивизии без потерь занял позиции на высоте. Последующие атаки противника с целью вернуть утраченную позицию успеха не имели.
Захват рощи «Высокой» позволил советской артиллерии вести прицельный огонь по немецким переправам через Волхов, но это обстоятельство коренным образом не изменило положение. В дальнейшем в районе плацдарма снова установилось относительное затишье. Немецкие части, продолжая прочно удерживать позиции, не проявляли желания к активным действиям, а у командования 4-й армии не было достаточных сил, чтобы, наконец, ликвидировать плацдарм.

## Эвакуация плацдарма, октябрь 1943 года

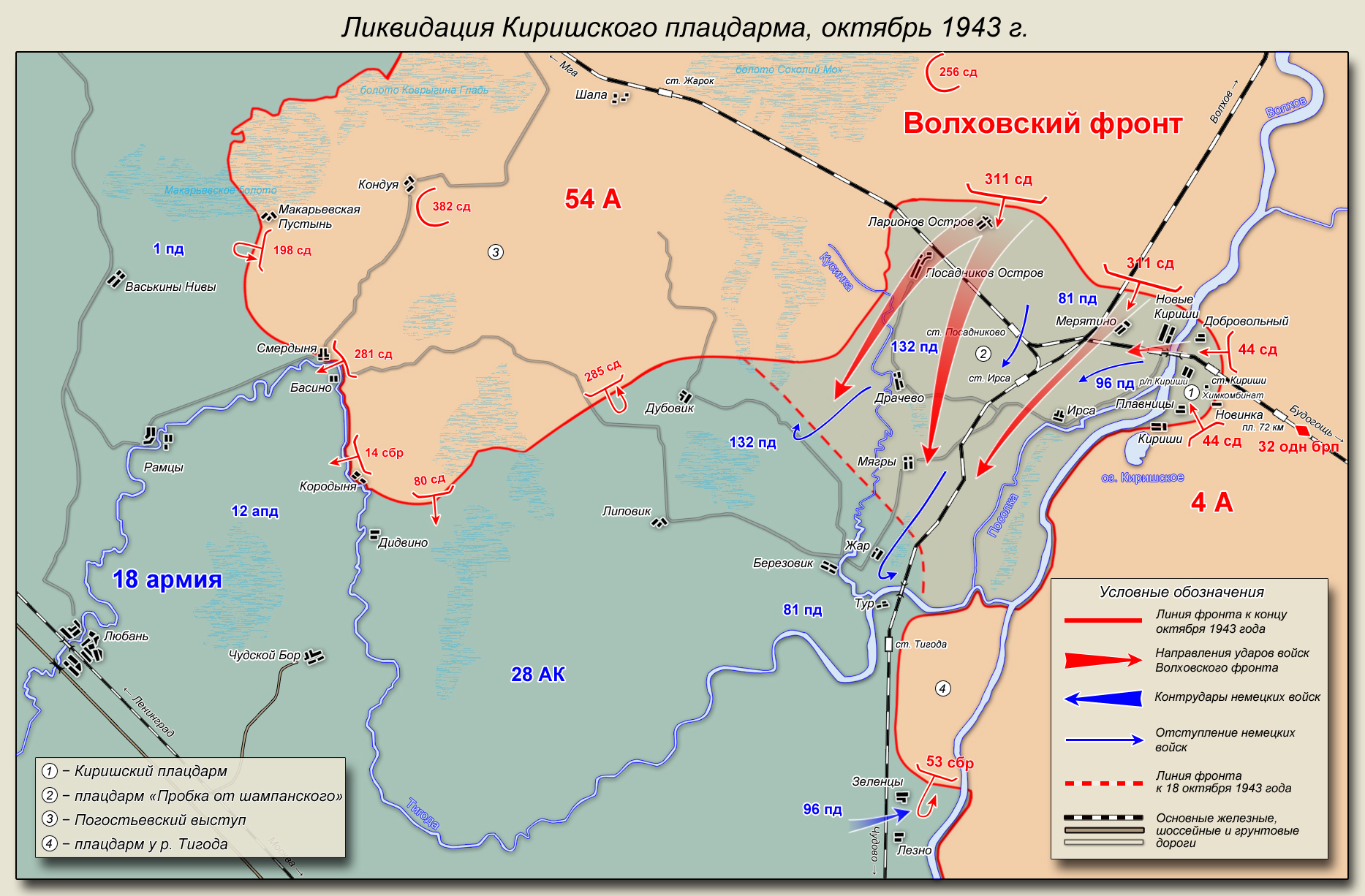
Ликвидация киришского плацдарма советскими войсками, октябрь 1943 г.

Осенью 1943 года командование Группой армий «Север» начало разработку плана постепенно отвода своих войск от Ленинграда. По этой причине в сентябре было принято решение оставить утратившие былое значение позиции на Киришском плацдарме и восточнее «погостьевского выступа» и тем самым сократить линию фронта.
Операция по отводу частей 81-й, 132-й и 96-й пехотных дивизий 28-го армейского корпуса на новые рубежи получила название «Охота в день святого Губерта» (нем. «Hubertusjagd»). Силами 8 сапёрных батальонов была построена оборонительная позиция «Кусинка», протяжённостью 14,5 километра — от устья реки Тигода до восточного края «погостьенского выступа». Было построено 192 ДОТА и поставлено почти 8000 мин. С середины сентября началась планомерная подготовка к эвакуации. Всё ненужное для боевых частей было либо вывезено, либо уничтожено. Одновременно сапёрные части готовили к уничтожению мосты, дороги, колодцы и дома.
В ночь с 1 на 2 октября немецкие войска начали покидать Киришский плацдарм, а следующей ночью последние части переправились на западный берег Волхова, подорвав за собой железнодорожный мост. Только услышав этот взрыв, советское командование начало догадываться о действиях противника.

Напрашивалось единственно правильное решение: всеми наличными силами прорвать оборону противника, ещё не успевшего освоиться на новом месте… Полевой телефон находился здесь же, в траншее. Я быстро связался с командующим 54-й армией генералом C. В. Рогинским и подробно доложил ему об обстановке и о своем решении перейти в наступление.
— Пока ничего не предпринимайте. Я переговорю с командующим 4-й армией, доложу обстановку генералу Мерецкову и сообщу вам, как действовать дальше. Ждите звонка, — сказал мне генерал Рогинский. Минут через 20-30 он вызвал меня к телефону:
— В 4-й армии о взрыве настила моста и об оставлении плацдарма противником ничего не известно. Также и в штабе фронта. Проверьте ещё раз, так ли все, как вы докладываете.

Я понял, что дело, требующее максимальной срочности, начинает затягиваться.— Из воспоминаний командующего 311-й стрелковой дивизией Б.А. Владимирова.
4 октября, когда отход немцев стал уже совершенно очевидным, части 311-й стрелковой дивизии перешли в наступление. Вскоре начали прощупывать оборону противника на разных участках фронта и другие части 54-й и 4-й армий, поскольку советское командование посчитало, что немецкие войска начали крупномасштабное отступление.
311-я стрелковая дивизия 54-й армии, штрафной батальон и бронепоезд из состава 4-й армии, отбросив арьергардные отряды противника, овладели населёнными пунктами Посадников Остров, Ларионов Остров, Ручьи, а также станциями Посадниково и Ирса, а 53-я стрелковая бригада 4-й армии, действуя на западном берегу Волхова, после ожесточённого боя захватила Лезно. Части 44-й стрелковой дивизии заняли оставленный противником плацдарм на восточном берегу Волхова. На мемориальной плите в Киришах освободителями города названы 1071-й полк 311-й стрелковой дивизии, 215-й отдельный пулемётно-артиллерийский батальон 44-й стрелковой дивизии и 32-й дивизион бронепоездов.
Одновременно части 54-й армии атаковали противника по периметру погостьенского выступа — 281-я стрелковая дивизия на участке Смердыня — Басино, 80-я стрелковая дивизия — восточнее Дидвино, а 14-я стрелковая бригада — в районе Кородыни. До середины октября в этом районе продолжались бои, но линия фронта значительного изменения не претерпела.
К 6 октября части 311-й дивизии, продвинувшись вперёд на 15 километров, вышли к хорошо подготовленной полосе обороны противника южнее деревни Мягры, прорвать которую сходу не удалось. Новая линия фронта пролегла севернее и восточнее населённых пунктов Тур, Жар, Березовик, освободить которые удалось лишь в январе 1944 года. Кроме того, 53-й стрелковой бригаде в результате контратаки 96-я пехотной дивизии пришлось оставить Лезно. Последний плацдарм на восточном берегу Волхова в районе Грузино был оставлен немецкими войсками только в январе 1944 года.

## Итоги боёв за плацдарм
Осада немецкого плацдарма в районе Киришей советскими войсками продолжалась более 21 месяца. Ожесточённые бои сменялись периодами относительного затишья. Уже к лету 1942 года плацдарм для немецкого командования потерял не только стратегическое, но и тактическое значение — сил для повторного наступления к реке Свирь на соединение с финскими войскам у Группы армии «Север» не было. Тем не менее, немецкие части продолжали удерживать плацдарм. Все советские попытки ликвидировать плацдарм закончились неудачей и стоили значительных жертв с обеих сторон.

До сих пор нет вразумительного ответа, зачем немцы изо всех сил удерживали эту позицию, где проливались реки крови, и зачем такие же реки крови проливали русские, бросавшиеся на плацдарм на неё с остервенением? Утверждается, что Кириши считались воротами, открывавшими дорогу на Ленинград. Но применительно к другим участкам фронта было ведь сказано то же самое… Что из того, что такая авторитетная личность, как командующий Группой армий «Север» Георг фонт Кюхлер заявляет, что Кириши все равно нужно удерживать, даже когда ему докладывают, что там за месяц выведены из строя по меньшей мере 2000 солдат убитыми, ранеными и пропавшими без вести.— Из воспоминаний Хассо Стахова, ветерана 18-й немецкой армии.
Борьба за киришский плацдарм не имела большого влияния на ход всей битвы за Ленинград. Достаточно сказать, что наиболее крупномасштабная попытка ликвидировать плацдарм, предпринятая советскими войсками летом 1942 года, или какие-либо другие боевые действия 4-й армии в этом районе не отмечены в списках операций в справочниках и энциклопедиях.
Однако в результате «боёв местного значения» все окрестные населённые пункты и промышленные объекты были уничтожены или сильно разрушены. Так, рабочий посёлок Кириши превратился в руины, где не уцелело ни одного здания, а районный центр Новые Кириши (Сольцы) был полностью стёрт с лица земли. Большинство местных жителей либо погибли, либо покинули родной край. Только в 1960 году, после принятия решения о строительстве Киришского нефтеперерабатывающего завода и Киришской ГРЭС, началось воссоздание Киришской земли. В 1965 году Кириши получили статус города.

## Памятники и мемориалы

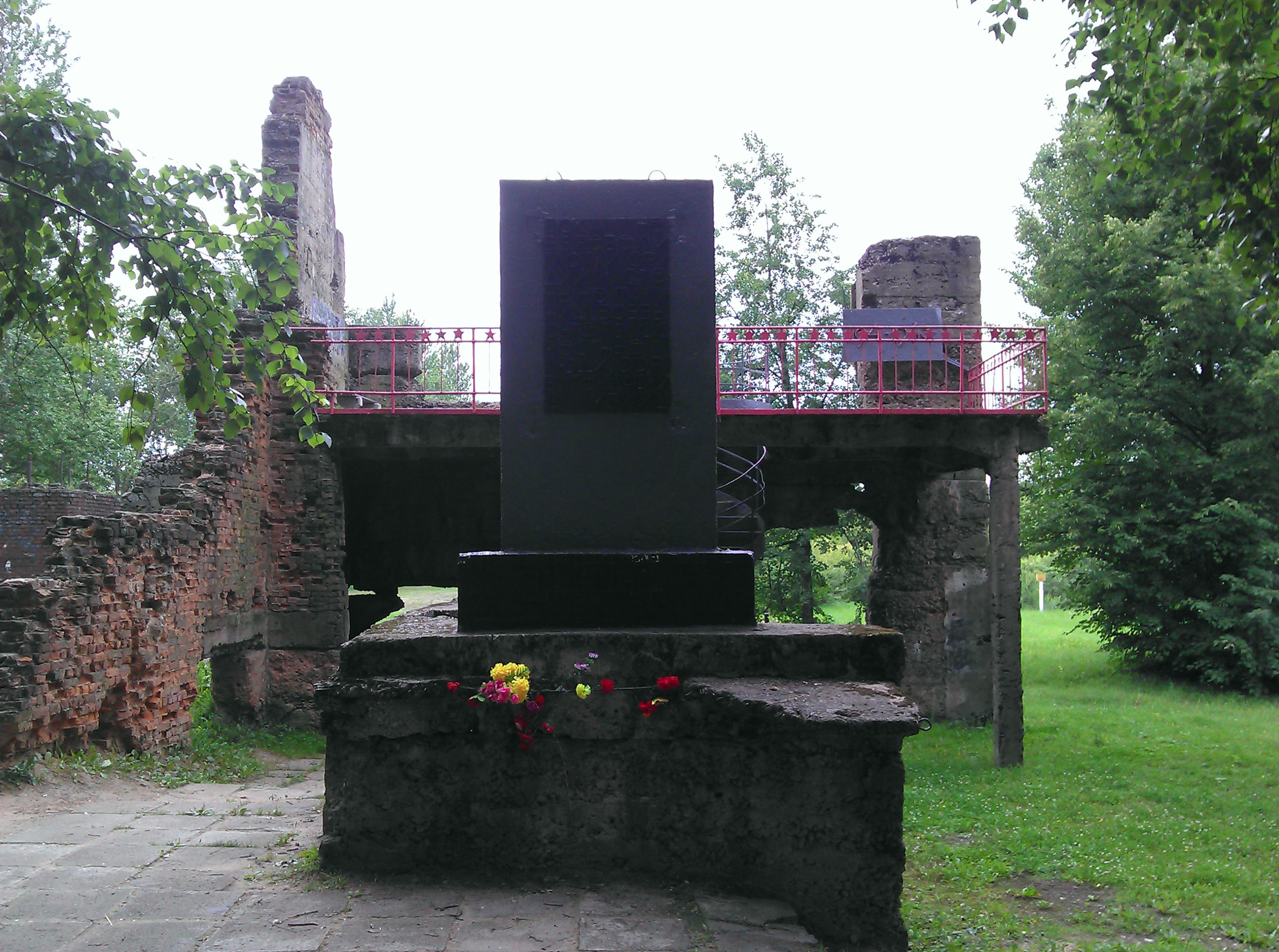
Мемориал «Эхо войны»
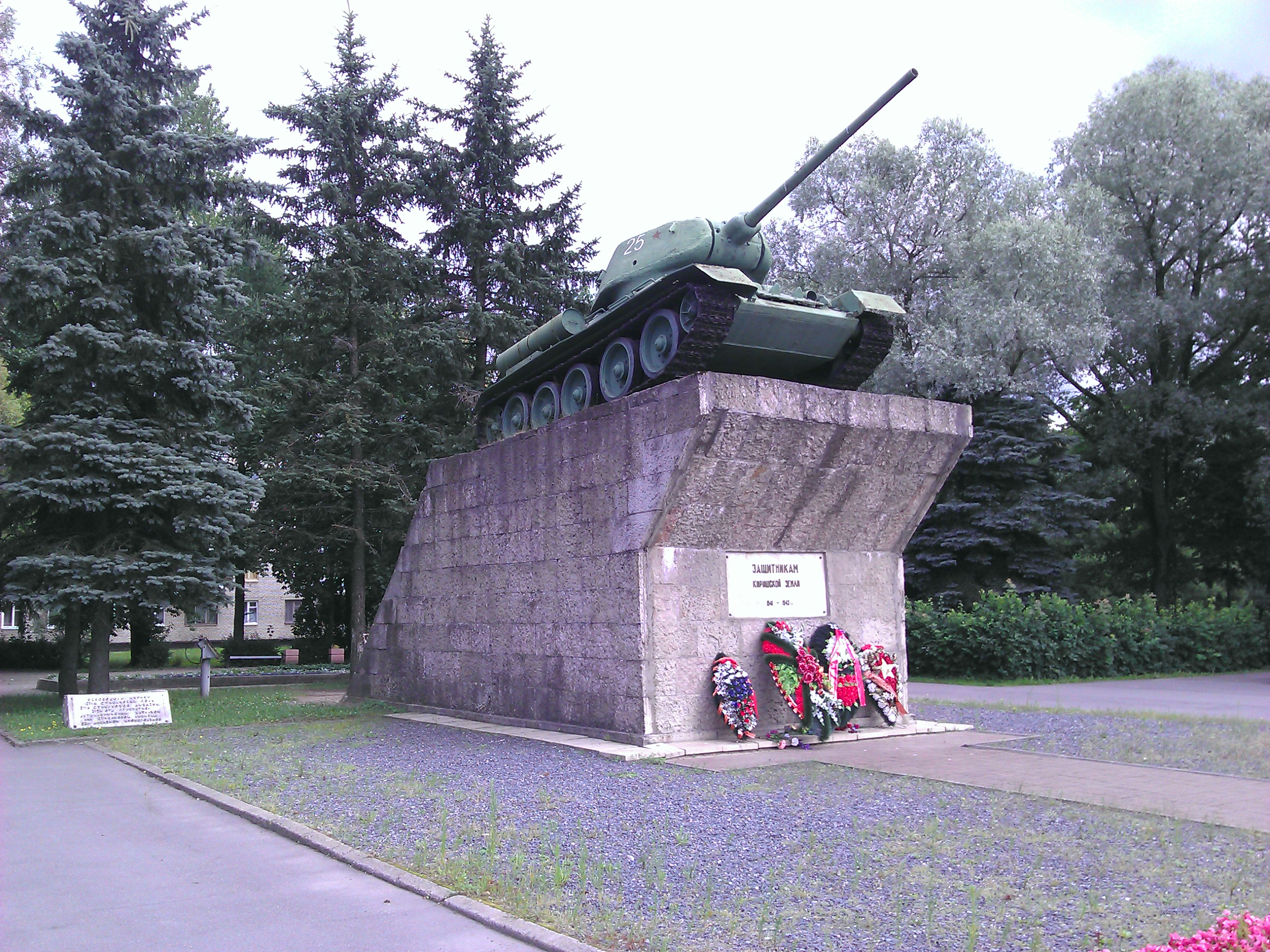
Памятник «Защитникам Киришской земли (1941—1943)»
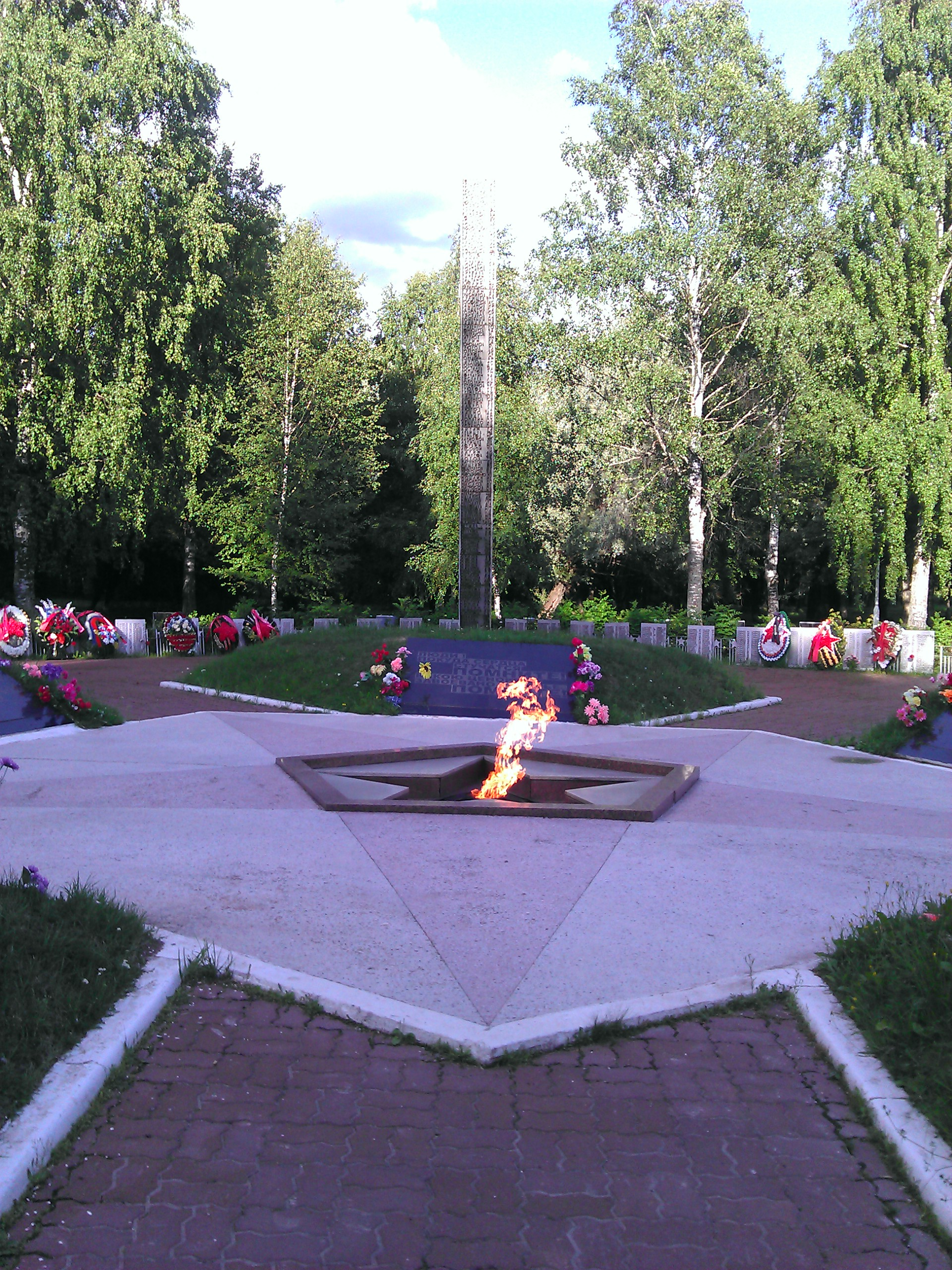
Мемориал «Памяти павших», вечный огонь

### Комментарии
1. ↑  К началу Великой Отечественной войны на территории современного города города Кириши, статус города которому был присвоен только в 1965 г., находились несколько населенных пунктов: рабочий поселок Кириши, деревня Кириши, поселки Плавница, Новинка, Добровольный. На западном берегу реки Волхов располагался поселок Сольцы, переименованный перед войной в Новые Кириши и ставший районным центром нового Киришского района Ленинградской области.
2. ↑  Волховский фронт был восстановлен 8 июня 1942 г.

### Документы
- Блокада Ленинграда в документах рассекреченных архивов / Под ред. Н. Л. Волковского.. — СПб.: Полигон, 2005. — 766 с.

### Исторические исследования
- Гланц Д. Битва за Ленинград. 1941—1945 / Пер. У. Сапциной. — М.: Астрель, 2008. — 640 с. — ISBN 978-5-271-21434-9.
- Шигин Г. А. Битва за Ленинград: крупные операции, «белые пятна», потери / Под ред. Н. Л. Волковского. — СПб.: Полигон, 2004. — С. 148—154. — 320 с. — ISBN 5-17-024092-9. (недоступная ссылка)

### Мемуары
- Владимиров Б. А. Комдив. От Синявинских высот до Эльбы. — М.: Эксмо, 2010. — 320 с. — ISBN 9785699436651.
- Ляшенко Н. И. Война от звонка до звонка. Записки окопного офицера. — М.: Яуза, Эксмо, 2005.
- Калашников К. Ф. Право вести за собой. — М.: Воениздат, 1981.
- Хренов А. Ф. Мосты к победе.. — М.: Воениздат, 1982.
- Сафонов А. Е. Война и время.
- Бидерман Г. В смертельном бою. Воспоминания командира противотанкового расчёта.. — М.: Центрполиграф, 2005.
- Польман Х. 900 дней боёв за Ленинград. Воспоминания немецкого полковника / Пер. А. Нечаева. — М.: Центрполиграф, 2005. — 2006 с. — ISBN 5-9524-1677-2.
- Стахов Х. Трагедия на Неве. Неизвестные страницы блокады Ленинграда. 1941—1944 / Пер. Ю.М. Лебедева. — М.: Центрполиграф, 2012. — 382 с. — ISBN 978-5-227-03928-6.